# Філіп Гогулла
Філіп Гогулла (нім. Philip Gogulla; народився 31 липня 1987 у м. Дюссельдорф, Німеччина) — німецький хокеїст, правий нападник. Виступає за «Кельнер Гайє» у Німецькій хокейній лізі. 
Виступав за «Кельнер Гайє», «Портленд Пайретс» (АХЛ).
У складі національної збірної Німеччини учасник чемпіонату світу 2006 (дивізіон I), 2007, 2008, 2009, 2010 і 2011. У складі молодіжної збірної Німеччини учасник чемпіонатів світу 2006 (дивізіон I) і 2007. У складі юніорської збірної Німеччини учасник чемпіонатів світу 2004 (дивізіон I) і 2005.